# Ataque en el Plantel Olímpica de la Universidad Tecnológica de Guadalajara
El 6 de marzo de 2024, Gabriel Alejandro Galaviz, de 20 años, perpetró un ataque con armas blancas en el Plantel Olímpica de la Universidad Tecnológica de Guadalajara (UTEG), asesinando a dos personas y dejando a otra herida, antes de ser detenido por policías que acudieron al lugar. Momentos antes, también había asesinado a otra persona al interior de un motel cercano. 
Tras su detención, fue vinculado a proceso y se le dictó prisión preventiva en el Reclusorio Metropolitano de Puente Grande, donde permaneció a la espera de su sentencia.Sin embargo, casi cinco meses después, se quitó la vida.
El crimen generó una profunda conmoción, dado que los ataques en centros educativos son poco frecuentes en México. Este caso, en particular, fue el primero de su tipo registrado en Guadalajara.

## Hechos
Alrededor de las 13:50 horas, el sospechoso ingresó al Motel Gran Vía, ubicado en la intersección de Calzada Independencia y avenida Washington. Pagó por una habitación y se reunió con una mujer identificada como Mónica Abigail Najar Susilla, de 25 años. Posteriormente, la asesinó al interior del cuarto y abandonó el lugar alrededor de las 16:40 horas, dirigiéndose al plantel universitario. Las imágenes captadas por las cámaras de seguridad corroboraron su autoría en el homicidio perpetrado en el motel.
Cerca de las 17:20 horas, el individuo accedió al Plantel Olímpica del Centro Universitario UTEG, situado en la intersección de Calzada Olímpica y la calle Marcelino García Barragán. Azarosamente, atacó a dos mujeres en el área de recepción, tratándose de Blanca Lilia Rodríguez Galeana, de 37 años, empleada administrativa, y Ana Gabriela, coordinadora de admisiones.Ambas fallecieron en el lugar.Además, lesionó a Diego Aurelio, de 25 años, asistente académico de la institución.
El atacante también rompió las puertas de vidrio que daban acceso a las aulas y procedió a perseguir a los estudiantes, en un intento de agredir a más personas. Al llegar las autoridades, trató de atrincherarse en la biblioteca al bloquear la entrada con mesas y sillas. Sin embargo, fue finalmente sometido y detenido por elementos de la Policía Municipal.

## Perpetrador
El agresor fue identificado como Gabriel Alejandro Galaviz (30 de marzo de 2003[cita requerida] – 5 de agosto de 2024), de 20 años de edad. La UTEG confirmó que no tenía relación alguna con la institución.
El entonces fiscal estatal de Jalisco, Luis Joaquín Méndez Ruíz, informó preliminarmente que el individuo detenido formaba parte de una comunidad virtual dedicada en venerar crímenes violentos, los cuales le habrían sido de inspiración.No obstante, las autoridades no han podido determinar con claridad el motivo por el cual el agresor habría escogido ese campus en particular como escenario del ataque.
José Antonio Pérez Juárez, titular de la Dirección General de Prevención y Reinserción Social de Jalisco, mencionó que Gabriel había exhibido un comportamiento perturbador desde la infancia, manifestado en un temprano historial de maltrato animal.Señaló a su vez que tenía una desvinculación total con sus padres, lo que lo llevó a dejar el hogar años atrás y a depender, desde entonces, del apoyo económico de un hermano para subsistir.Lamentó que no se hubieran atendido a tiempo las señales de alerta.
Ese mismo día, horas antes de emprender los asesinatos, Gabriel escribió en su perfil de Facebook la frase: «Hoy es el día».Esta expresión, utilizada posiblemente a modo de referencia, ya había sido pronunciada por José Ángel Ramos Betts, autor del tiroteo en el Colegio Cervantes. Momentos más tarde, subió dos fotografías en las que exhibía su arsenal y posaba frente al espejo en el cuarto de baño de la habitación del motel; el buff que cubría parcialmente su rostro recordaba al de Guilherme Taucci Monteiro, uno de los dos perpetradores de la masacre en Suzano, a quien Gabriel había referenciado en su perfil.

### Proceso legal
Durante su proceso legal, su abogado alegó que había cometido los delitos estando mentalmente alterado, declarándolo inimputable. Durante su encarcelamiento, fue aislado y resguardado dado al alto perfil de su crimen.
El 5 de agosto de 2024, se confirmó la muerte de Gabriel Alejandro en el Hospital Civil de Guadalajara tras lanzarse a una altura de seis metros desde un segundo piso del reclusorio.Se había programado una audiencia para el 14 de septiembre de ese año, el mismo día en el cual vencería su prisión preventiva.